# Purtscher氏視網膜病變
Purtscher氏視網膜病變（Purtscher's retinopathy）是一種眼部（視網膜）受損的疾病。此病變通常與嚴重的頭部外傷有關，但也可能與其他類型的創傷（例如骨折）或者多種非創傷的系統性疾病一起發生。然而，其確切的病因尚待釐清。目前還沒有專門針對該病變的治療方法，且預後也各有不同。此病變可能危害到視力，有時可導致暫時性或永久性的失明。
該病以奧地利眼科醫生Othmar Purtscher（1852-1927）命名，他在1910年發現此病，並且在1912完整地描述該病變。

## 表現

### 相關疾病
- 嚴重的頭部、胸部、或長骨創傷
- 急性胰臟炎（英语：Acute pancreatitis）
- 羊水栓塞
- 慢性腎衰竭
- 皮肌炎
- 脂肪栓塞症候群
- 硬皮病（scleroderma）
- 全身性紅斑狼瘡
- 血栓性血小板減少性紫癜（英语：Thrombotic thrombocytopenic purpura）

## 病理生理學
Purtscher氏視網膜病變牽涉到複雜的病理生理機制、涉及多種促成因子，包含由以補體為中介所形成的聚合體、脂肪、空氣、纖維蛋白凝塊以及血小板團塊。這些情況可導致視網膜出現棉絮狀斑點（cotton wool spots，亦常見於許多其他疾病），以及視神經萎縮。

## 診斷
當該病牽涉到創傷時，只有用來檢查視網膜的眼底鏡是必要的診斷工具。眼底螢光血管造影可能可顯示出通往視網膜白區的血流量減少。

## 治療
在某些情况下可以用去炎松治療。 但一般来说，目前還沒有專門治療Purtscher氏視網膜病變的方法。若該病由系統性疾病或栓塞引起，則應該去治療這些疾患。

## 預後
Purtscher氏視網膜病變可導致視力受損，且視力可能鮮少恢復。但是在某些情況下，視力確實可能恢復；且關於該病長期的預後，有各種不同的記載。

## 歷史
起初，Purtscher氏視網膜病變在1910與1912年被描述為一種頭部創傷後突然失明的症候群，伴隨著雙眼視網膜出現出血斑點以及變白的現象。後來發現，該病也會發生在其他形式的創傷之後（例如胸部創傷），並且與其他多種非創傷的系統性疾病有關。Purtscher氏視網膜病變也可能與急性胰臟炎、血管炎、栓塞（如脂肪或羊水栓塞）、全身紅斑性狼瘡、血栓性血小板減少性紫癜、以及慢性腎衰竭有關。該病變也可能由大範圍的長骨骨折引起。